# Decano del corpo diplomatico
Per decano del corpo diplomatico si intende il capomissione di rango più elevato e accreditato da più tempo nello Stato. Alcuni Stati la cui popolazione è a maggioranza cattolica (tra cui l'Italia) riconoscono tradizionalmente il ruolo di decano al nunzio apostolico (in passato la Santa Sede poneva, invece del nunzio, un pro-nunzio, con lo stesso grado, a capo della nunziatura negli stati che non seguivano tale tradizione).

## Descrizione
Nella tradizione del Settecento il corpo diplomatico seguiva regole di precedenza da un lato molto rigido (ad esempio, gli ambasciatori dei re precedevano quelli dei duchi, ecc.) dall'altro molto controverso (gli ambasciatori sabaudi pretendevano di avere un rango regio in quanto ad esempio il duca di Savoia pretendeva di essere riconosciuto come re di Cipro e di Gerusalemme, mentre gli altri diplomatici contestavano questo ruolo, in particolare la Repubblica di Venezia che asseriva che detti regni le erano stati conferiti dalla regina Caterina Cornaro). Di situazioni simili in Europa ce ne erano moltissime e la cosa alla fine fu risolta riconoscendo al nunzio il diritto di decanato. 
Anche in tempi relativamente recenti il diritto di decanato risolse complicate questioni di precedenza. Nella Repubblica Francese spetta al decano del corpo diplomatico, tradizionalmente il nunzio apostolico, porgere gli auguri al Capo dello Stato in occasione del Capodanno. Nel Capodanno del 1945, però, a Parigi non era accreditato alcun nunzio apostolico: Charles de Gaulle, Capo provvisorio dello Stato, aveva chiesto l'avvicendamento di monsignor Valeri, accusato di collaborazionismo con il governo di Vichy. La nomina di un nuovo nunzio da parte della Santa Sede avrebbe implicitamente accettato l'avvicendamento imposto; rinviare la nomina avrebbe invece determinato che fosse l'ambasciatore sovietico a ricoprire il ruolo di decano. Il problema fu risolto accreditando in tutta fretta monsignor Roncalli (futuro Giovanni XXIII).
Tanto il corpo diplomatico quanto il suo decano, che ne è il portavoce, hanno funzioni essenzialmente cerimoniali. Tuttavia il decano, previa consultazione col corpo diplomatico, può presentare note di protesta allo stato accreditatario per questioni che interessano la generalità dei membri (ad esempio, per il mancato rispetto delle prerogative riconosciute ai diplomatici). Ulteriori funzioni possono essere attribuite da specifici trattati.